# Manila Hotel

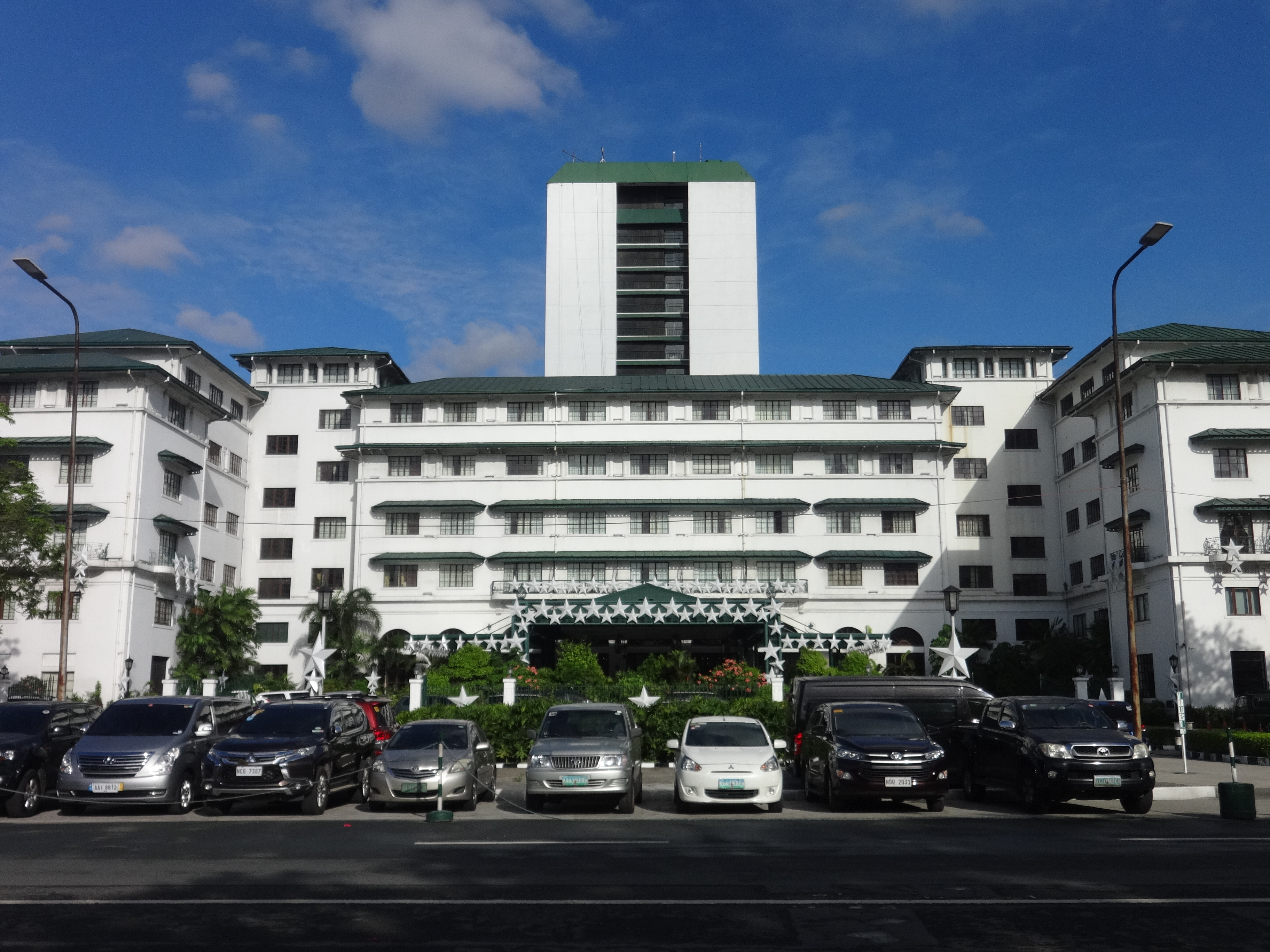
Manila Hotel

Het Manila Hotel is een groot vijfsterrenhotel aan Roxas Boulevard langs de Baai van Manilla in de hoofdstad van de Filipijnen, Manilla. Het Manila Hotel is het oudste eerste klas hotel van het land en werd in 1909 gebouwd als concurrent van het Malacañang Palace, de huidige residentie van de Filipijnse president. Het hotel opende zijn deuren in 1912. Het hotel was van 1935 tot 1941 het hoofdkwartier van de Amerikaanse generaal Douglas MacArthur. Op 8 juli 1986 was het hotel het toneel van de eerste couppoging tegen president Corazon Aquino
In het hotel verbleven vele historische figuren en beroemdheden waaronder de Ernest Hemingway, James A. Michener, The Beatles, Michael Jackson, Douglas Fairbanks jr., John Wayne, Sammy Davis jr., Anthony Eden, John F. Kennedy en vele andere wereldleiders.